# 마이크 보걸
마이크 보걸(Mike Vogel, 1979년 7월 17일 ~ )은 미국의 배우이다.

## 출연 작품
- 시크릿 옵세션 - 러셀 윌리엄스 역